# Fonthill Gifford
Pour les articles homonymes, voir Gifford.
Fonthill Gifford est un village en une paroisse civile anglais situé dans le comté du Wiltshire, au nord de la vallée de la Nadder (en) à 23 km de Salisbury. En 2011, sa population est de 102 habitants.

## Source de la traduction
- (en) Cet article est partiellement ou en totalité issu de l’article de Wikipédia en anglais intitulé « Fonthill Gifford » (voir la liste des auteurs).